# Жандарм Европы
Жандарм Европы — идеологическое клише в отношении государства, берущего на себя жандармские (полицейские) функции по поддержанию необходимого, с позиции такого государства, правопорядка в Европе. В историографии и публицистике наиболее часто применяется в отношении Российской империи в период царствования императора Николая I, а также к нему самому.
В советской историографии выражение традиционно связывалось с высказываниями Ленина. В статье «События на Балканах и в Персии», опубликованной в октябре 1908 года, он пишет:

Предстоит новое избиение персидских революционеров войсками Николая Кровавого. За неофициальным Ляховым следует официальная оккупация Адербейджана и повторение в Азии того, что сделала Россия в Европе в 1849 году, когда Николай I посылал войска против венгерской революции. <…> Тогда России приходилось играть роль европейского жандарма против некоторых, по крайней мере, европейских стран.

Статья посвящена актуальным на тот момент событиям Боснийского кризиса и Конституционной революции в Персии. В ней Ленин не закрепляет выражение исключительно за Россией и исключительно в отношении её действий в Европе. «Жандармом» (вероятно, по аналогии с Корпусом жандармов) у него становится любая страна, берущая на себя функции пресечения национальных и политических конфликтов за своими границами. В той же статье он пишет «о подлой роли всех союзных держав, всех одинаково, как непосредственных выполнителей функций жандарма» и про «реакционность европейских правительств, которые <…> помогают России играть роль азиатского жандарма».
Закрепление выражения «жандарм Европы» как эксклюзивной характеристики царствования Николая I происходит в ходе одного из важнейших для последующей советской историографии закрытого совещания историков в ЦК ВКП(б) летом 1944 года. Среди насущных проблем решался вопрос баланса в исторических работах и учебниках между канонами марксизма-ленинизма и раскрытием истории прошлого без полного отрицания всего, прямо не связанного с революционным и национально-освободительным движениями. Совещание курировалось Ждановым, который, в свою очередь, регулярно приходил с отчётами и за инструкциями к Сталину. Среди заметок, сделанных Ждановым в ходе таких встреч, в том числе значится:

«Тюрьма народов» [сказано] до Сталина и из Ленина.

Колон[иально]-захватн[ическая] полит[ика] — мало — заменить империалист[ическая] захватническая политика.

Насчёт жандарма из Ленина.

<…>

Встречается суммирующее высказывание о роли Российской империи в подавлении Венгерской революции: «Николай I и Меттерних — жандармы Европы», вошедшее в качестве примера в словарь Ушакова на слово «жандарм». Сам Ленин дословно такого не писал, хотя в словаре цитата и приписана ему.
Во французском языке выражение встречается как определение страны, которая выполняет некие регулирующие или защитные функции в отношении Европы, сама частью Европы не являясь. В таком смысле, например, рассматривается роль Марокко в регулировании потока беженцев в Европу из Африки.